# Diffraction de Fresnel

Fig.1 : Schéma de diffraction montrant le plan objet (contenant une ouverture ou un objet diffractant circulaire) et le plan image.

En optique et électromagnétisme, la diffraction de Fresnel, encore nommée diffraction en champ proche ou approximation de Fresnel, est une description en champ proche du phénomène physique de diffraction qui apparaît lorsqu'une onde diffracte à travers une ouverture ou autour d'un objet. Elle s'oppose à la diffraction de Fraunhofer qui décrit le même phénomène de diffraction mais en champ lointain. 
À l'opposé de la diffraction de Fraunhofer, la diffraction de Fresnel doit prendre en compte la courbure du front d'onde, afin de rendre correctement le terme de phase des ondes interférentes en champ proche (voir principe de Huygens). Les deux formulations ne sont pas incompatibles : lorsque la distance augmente, c'est-à-dire lorsqu'on se place en champ lointain, le rayon de courbure des ondes sortantes diffractées devient très grand, si bien que ces ondes peuvent être approximées par des ondes planes selon la direction du plan image : on retrouve alors la diffraction ou approximation de Fraunhofer. 
Cette description de la diffraction est nommée d'après le physicien français Augustin Fresnel.

## Expression du champ électrique
| Région de champ proche réactif {\displaystyle D<0{,}62{\sqrt {\frac {a^{3}}{\lambda }}}} |
| Région de champ proche radiatif (Fresnel) {\displaystyle \ 0{,}62{\sqrt {\frac {a^{3}}{\lambda }}}\leq D<{\frac {2a^{2}}{\lambda }}\ } ... (ou {\textstyle F={\frac {a^{2}}{D\lambda }}>{\frac {1}{2}}\ }) |
| Région de champ lointain (Fraunhofer) {\displaystyle \ D\geq {\frac {2a^{2}}{\lambda }}\ {\Big (}F={\frac {a^{2}}{D\lambda }}\leq {\frac {1}{2}}{\Big )}}                                                  |
| D = distance entre plans objet et image a = dimension de l'ouverture ou objet (ex. : rayon) λ = longueur d'onde telle que a > λ F = nombre de Fresnel                                                      |

Les notations utiles sont décrites dans la figure 1. Si l'on considère que les dimensions de l'ouverture diffractante sont petites devant la distance entre le plan objet et le plan d'observation, alors l'expression du champ électrique diffracté au point (x, y, z) est donnée par :
{\displaystyle E(x,y,z)=-{i \over \lambda }{e^{ikz} \over z}\iint E(x',y',0)e^{{ik \over 2z}[(x-x')^{2}+(y-y')^{2}]}dx'dy'}
Cette formule peut être trouvée à partir de l'intégrale de diffraction de Kirchhoff, où l'expression de la distance
{\displaystyle r={\sqrt {(x-x')^{2}+(y-y')^{2}+z^{2}}}}
est approchée à l'aide d'un développement limité (dimensions transverses petites devant z).
Cette expression est connue comme l'intégrale de la diffraction de Fresnel ; cela signifie que, si l'approximation de Fresnel est valide, le champ propagatif est une onde sphérique se propageant selon z, et dont l'origine est l'ouverture (ou l'objet) du plan objet. Cette intégrale module l'amplitude et la phase de l'onde sphérique.

## Applications
La diffraction de Fresnel multiple au voisinage d'une structure diffractante possédant des crêtes périodiques (miroir crête) entraîne la réflexion spéculaire, cet effet peut être utilisé pour la réalisation de miroirs atomiques.